# Anurag Acharya
Anurag Acharya (Bikaner, Rajasthan, India) es un científico informático e ingeniero de origen indio y uno de los creadores de Google Scholar.
Acharya se graduó en el Indian Institute of Technology, en Kharagpur en un Grado en Ciencias de la Computación e Ingeniería, en 1987. Se doctoró en Ciencias de la Computación de la Universidad Carnegie Mellon en 1994. También fue profesor asistente en la Universidad de California, en Santa Bárbara.
En el año 2000 Acharya se integró en el equipo de indexación de Google donde trabajó durante cuatro años. Después se tomó un año sabático, tras el cual, junto a Alex Verstak, regresó al análisis de cómo los usuarios Google como fuente de consultas puramente académicas. A partir de este descubrimiento, comenzaron a trabajar en la extracción automática de metadatos y en el posicionamiento y ordenación de la literatura científica, para poder integrar los resultados en el buscador general. Se buscaba mejorar el ranking de documentos académicos en las búsquedas web. El hecho que le llevó a la creación de Google Scholar hay que situarlo en la toma de conciencia de la importancia de conocer la existencia de información aunque ésta, por diversos motivos, no pudiera ser accesible. Finalmente, se puede decir, que Google Scholar nació el 18 de noviembre de 2004, con un equipo de sólo dos personas, Acharya y Alex Verstak; y ambos provenientes del mundo académico y conocedores de las necesidades reales de los investigadores al enfrentarse a la tarea de la localización científica. Anurag Acharya creó Google Scholar a partir de su deseo de facilitar las búsquedas de artículos, adaptándose a las necesidades de los investigadores y consiguiendo, de este modo, facilitar la búsqueda de los contenidos académicos.